# Olympiastützpunkt Nordrhein-Westfalen

Der Olympiastützpunkt Nordrhein-Westfalen (OSP NRW) ist eine Betreuungs- und Serviceeinrichtung für Bundeskaderathleten der olympischen, paralympischen sowie deaflympischen Disziplinen sowie deren Trainer. Er unterstützt Bundes- und ausgewählte Landeskader in den Bereichen Gesundheitsmanagement, Leistungsoptimierung sowie Duale Karriere und wirkt koordinierend bei der regionalen Leistungssportentwicklung in Abstimmung mit den jeweiligen Spitzenverbänden mit.
Der Landessportbund Nordrhein-Westfalen e. V. (LSB NRW) ist Träger des Olympiastützpunktes NRW mit den Standorten Rheinland, Rhein-Ruhr und Westfalen. Durch die Trägerschaft übernimmt der LSB NRW die Verantwortung für den Betrieb der drei Olympiastützpunkte. Die Arbeit der OSP NRW richtet sich dabei an dem offiziellen DOSB-Stützpunktkonzept aus.

## Geschichte
Die beiden Olympiastützpunkte Rheinland und Rhein-Ruhr wurden im Jahr 1987 gegründet. Im Jahr 1994 folgte der OSP Westfalen. Bis Ende 2018 waren sie unter der Trägerschaft der jeweiligen Trägervereine und in Westfalen unter der Olympiastützpunkt gGmbH der Stadt Dortmund.

## Gliederung und Struktur

### Standorte
Der Olympiastützpunkt NRW hat seine (entweder Sitz oder zentralen) Standorte in:
- Essen (Rhein-Ruhr) (51,42581° N, 7,00972° O)
- Köln (Rheinland) (50,930804° N, 6,869157° O)
- Dortmund (Westfalen) (51,49225° N, 7,44728° O)

Er ist darüber hinaus an diversen Standorten in NRW aktiv eingebunden.

### Aufgaben
Die Standorte des Olympiastützpunktes NRW bieten Spitzensportlern und deren Trainern, Vereinen und Verbänden eine umfassende persönliche Betreuung und Beratung auf höchstem Niveau.
Im Fokus stehen dabei die Bereiche Gesundheitsmanagement (Medizin, Physiotherapie, Rehabilitationstraining), Leistungsoptimierung (Physiologische, biomechanische und visuelle Leistungsdiagnostik, Ernährungsberatung, Sportpsychologie) sowie die Laufbahnberatung/Duale Karriereplanung.
Das Eintreten für einen humanen, manipulationsfreien und fairen Leistungssport ist Basis aller Dienstleistungen, die Spitzensportlern olympischer und paralympischer Sportarten gleichermaßen angeboten werden.

### Finanzierung
Der Olympiastützpunkt NRW mit seinen drei Standorten wird im Wesentlichen durch Mittel des Bundesministeriums des Inneren finanziert. Darüber hinaus finanzieren das Land NRW und die Kommunen die Arbeit des OSP NRW.